# Йохан Адам фон Квестенберг
Йохан Адам фон Квестенберг (на немски: Johann Adam von Questenberg; кръстен на 24 февруари 1678, Виена; † 10 май 1752, Ярмериц или във Виена) е австрийски граф, имперски дворцов съветник, любител на музиката, собственик на дворец и меценат. Той е от род Квестенберг от Кьолн.

## Живот
Той е син на Йохан Антон фон Квестенберг (1633 – 1686). Дядо му императорският дипломат и държавник, фрайхер Герхард фон Квестенберг (1586 – 1646), е на служба на Хабсбургите и купува множество господства в Бохемия, Моравия и Долна Австрия, между тях дворец Ярмериц.
Йохан Адам следва философия във Виена (1692 – 1694) и право в Прага (1694 – 1696). На края на следванео си той получава наследствената титла граф. След това пътува много години през Средна, Западна и Южна Европа. През 1702 г. става дворцов съветник в императорския двор във Виена, където от 1706 г. е имперски съветник и от 1723 г. – таен съветник и императорски и кралски (к. и к.) кемерер. През 1735 г. Карл VI го изпаща като комисар в Народното събрание в Моравия. След следването си той е близък с йезуитите.
Йохан Адам довършва своя палат във Виена и резиденциите си в стил барок. От 1702 г. той прави музикални представления в палата си във Виена, от 1722 г. в дворцовия театър в Ярмериц, който става известен музикален център. Той поддържа оркестри.
Йохан Адам е музикант и композитор. Две негови творби са запазени. Той си кореспондира с Антонио Вивалди и Йохан Себастиан Бах.
Той поставя за наследник на рода княз Доминик Андреас фон Кауниц-Ритберг-Квестенберг (1739 – 1812), племенникът на втората му съпруга, с условието да обедини името и герба. От 1761 г. той се нарича „фон Кауниц-Ритберг-Квестенберг“.

## Фамилия
Първи брак: на 8 март 1707 г. с Мария Анна Франциска Роза фон Валдбург (* 30 август 1691, Рим; † 26 ноември 1736, Моравия), имперска наследствена трушсес, дъщеря на граф Максимилиан Вунибалд фон Валдбург-Фридберг и Траухбург (1647 – 1717) и Мария Катарина фон Хоенемс (1653 – 1739). Те имат шест деца, пораства само дъщеря им:
- Мария Каролина (1712 – 1750)

Втори брак: на 14 април 1738 г. с графиня Мария Антония Кауниц (* 15 юни 1708; † 12 януари 1778), дъщеря на граф Максимилиан Улрих фон Кауниц (1679 – 1746) и графиня Мария Ернестина Франциска, графиня фон Ритберг (1686 – 1758).